# Grauer Knospenrüssler

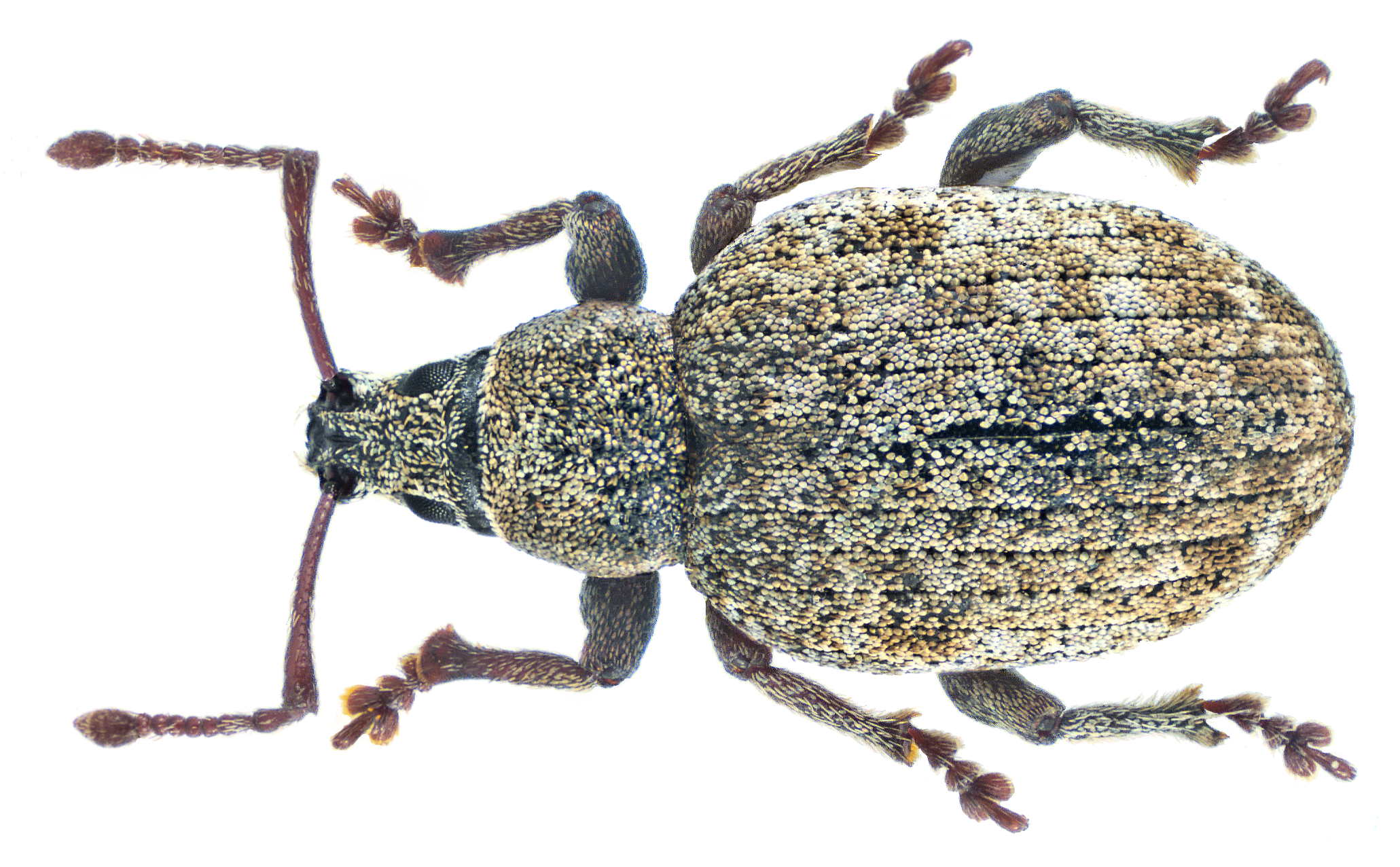
Dorsalansicht

Der Graue Knospenrüssler oder Marmorierte Graurüssler (Peritelus sphaeroides) ist ein Käfer aus der Familie der Rüsselkäfer und der Unterfamilie Entiminae.

## Merkmale
Die Käfer sind 5–8 mm lang. Sie sind von ovaler Gestalt und besitzen eine beige-hellbraune Färbung. Der Halsschild ist ein Viertel breiter als lang. Ihre Oberseite ist mit runden und kurzovalen Schuppen dicht bedeckt. Die Femora sind ungekeult und im Gegensatz zu vielen Vertretern der Gattung Otiorhynchus nicht gezähnt.

## Verbreitung
Die Art kommt im westlichen Europa vor. Ihr Verbreitungsgebiet reicht von der Iberischen Halbinsel über Frankreich, Italien, Schweiz, Österreich bis nach Deutschland. In Mitteleuropa findet man die Käfer hauptsächlich in den wärmeren Regionen (an Ober- und Mittelrhein). In England ist die Art ebenfalls vertreten.

## Lebensweise
Die Käfer beobachtet man von April bis Juni. Sie leben polyphag an verschiedenen Sträuchern und krautigen Pflanzen. Bei Massenauftreten können die Käfer an Steinobst, insbesondere an Jungpflanzen und speziell an Pfirsichbäumen, erhebliche Schäden anrichten. Dabei schädigen sie die Pflanzen durch Blattfraß.